# Luz María González Villarreal
Luz María González Villarreal (30 de septiembre de 1954) es una bióloga y botánica mexicana de la Universidad de Guadalajara. Desarrolla actividades académicas en el Laboratorio de Botánica Fanerogámica, Departamento de Botánica y Zoología, CUCBA, en la Universidad de Guadalajara.

## Algunas publicaciones
- María de la Luz Arreguín-Sánchez, Rafael Fernández-Nava, David Leonor Quiroz-García, salvador Acosta-Castellanos. 2009. Análisis de la distribución de las especies de helechos y afines del valle de México, notas ecológicas y florísticas. Polibotánica [revista en la Internet] [citado el 6 de septiembre de 2011] (28): 15-36 artículo en línea

### Libros
- Viacheslav Shalisko, Luz María González Villarreal, Servando Carvajal. 2007. La familia Coriariaceae en el estado de Jalisco, México. Volumen 21 de Colección Flora de Jalisco. Editor Universidad de Guadalajara, 19 pp. ISBN	9702710448

- Luz María González Villarreal, Noemí Jiménez-Reyes. 2006. La familia Staphyleaceae en el estado de Jalisco, México. Volumen 20 de Flora de Jalisco. EditorUniversidad de Guadalajara, 20 pp. ISBN 9702709881

- Rosa Elena Martínez González, Luz María González Villarreal. 2005a. Taxonomía y biogeografía del género Populus (Salicaceae) en México. Colección fomento de la producción académica de profesores con perfil Promep. Editor UDG, 167 pp. ISBN 9702706637 artículo en línea

- Servando Carvajal, Luz María González Villarreal. 2005b. La familia Cecropiaceae en el estado de Jalisco, México. Volumen 19 de Colección Flora de Jalisco. Editor Universidad de Guadalajara, 22 pp. ISBN 9702706831

- Luz María González Villarreal. 2005c. Guía ilustrada de los gasterópodos marinos de la Bahía de Tenacatita, Jalisco, México. Volumen 7, Número 1 de Scientia CUCBA. Editor Universidad de Guadalajara, 84 pp. ISBN 9702706823

- --------------------------------------, Noemí Jiménez-Reyes, Leticia Hernández López. 2004a. La familia Hamamelidaceae en el estado de Jalisco, México. Volumen 18 de Colección Flora de Jalisco. Editor Universidad de Guadalajara, 29 pp. ISBN 970270569X

- --------------------------------------. 2004b. La familia Myricaceae en el estado de Jalisco, México. Volumen 17 de Colección Flora de Jalisco. Editor Universidad de Guadalajara, 19 pp. ISBN 9702705681

- --------------------------------------. 2002a. La familia Symplocaceae en el estado de Jalisco, México. Volumen 13 de Colección Flora de Jalisco. Editor	Universidad de Guadalajara, 31 pp. ISBN 9702702321

- --------------------------------------. 2002b. La familia Actinidiaceae en el estado de Jalisco, México. Volumen 14 de Colección Flora de Jalisco. Editor Universidad de Guadalajara, 13 pp. ISBN 9702702313

- --------------------------------------. 2002c. La familia Salicaceae (Populus) en el estado de Jalisco, México. Volumen 15 de Colección Flora de Jalisco. Editor Universidad de Guadalajara, 20 pp. ISBN 9702702615

- --------------------------------------. 2001. La familia Theaceae en el estado de Jalisco, México. Volumen 12 de Colección Flora de Jalisco. Editor Universidad de Guadalajara, 38 pp. ISBN	9702700868

- --------------------------------------. 2000a. La familia Betulaceae en el estado de Jalisco, México. Volumen 8 de Colección Flora de Jalisco. Edición ilustrada de Universidad de Guadalajara, 40 pp. ISBN 9688959278

- --------------------------------------. 2000b. Las familias Monotropaceae y Pyrolaceae en el estado de Jalisco, México. Volumen 9 de Colección Flora de Jalisco. Edición ilustrada de Universidad de Guadalajara, 22 pp. ISBN 9688959286

- --------------------------------------. 2000c. La familia Aquifoliaceae en el estado de Jalisco, México. Volumen 6 de Colección Flora de Jalisco. Editor Universidad de Guadalajara, 27 pp. ISBN 9688959162

- --------------------------------------. 2000d. La familia Garryaceae en el estado de Jalisco, México. Volumen 7 de Colección Flora de Jalisco. Editor Universidad de Guadalajara, 25 pp. ISBN	9688959154

- --------------------------------------. 2000e. La familia Cochlospermaceae en el estado de Jalisco, México. Volumen 7 de Colección Flora de Jalisco. Editor Universidad de Guadalajara, 25 pp. ISBN	9688959448 artículo en línea (enlace roto disponible en Internet Archive; véase el historial, la primera versión y la última).

- --------------------------------------. 1996a. Flora del Bajío y de regiones adyacentes: 'Clethraceae'. Volumen 47 de Flora del Bajio. Editor Instituto de Ecologia, 19 pp. ISBN 9687213914

- --------------------------------------. 1996b. La familia Clethraceae en el estado de Jalisco, México. Volumen 5 de Colección Flora de Jalisco. Edición ilustrada de Universidad de Guadalajara, 34 pp. ISBN 9688957070

- --------------------------------------. 1996c. La familia Cornaceae en el estado de Jalisco, México. Volumen 4 de Colección Flora de Jalisco. Edición ilustrada de Universidad de Guadalajara, 17 pp. ISBN 9688957062

- --------------------------------------. 1996d. Clethra (Clethraceae) section Cuellaria in Mexico: taxonomy, ecology and biogeography. Volumen 2. Editor University of Wisconsin--Madison, 764 pp.

- --------------------------------------. 1990. Las ericáceas de Jalisco, México. Volumen 1 y 2 de Colección Flora de Jalisco. Edición ilustrada de Editorial Universidad de Guadalajara, 140 pp. ISBN 9688950270

- --------------------------------------. 1986. Contribución al conocimiento del género Quercus (Fagaceae) en el Estado de Jalisco. Volumen 1 de Colección Flora de Jalisco. Editor	Instituto de Botánica, Universidad de Guadalajara, 240 pp. ISBN	9688950270

- --------------------------------------. 1977. Estudio taxonómico de los gastrópodos marinos de la bahía de Tenacatita. Editor Universidad Autónoma de Guadalajara, Escuela de Biología, 342 pp.

## Honores
- Editora en el Directorio de Biobotánica, en diseño y formación electrónica.[3]

## Vida privada
Fueron sus padres Luz María Villareal de Puga (1913-2013 ), maestra y botánica, y Felipe González.